# CCL23
CCL23 (englisch CC-chemokine ligand 23) ist ein Zytokin aus der Familie der CC-Chemokine.

## Eigenschaften
CCL23 ist an Entzündungsprozessen beteiligt. Es ist chemotaktisch für ruhende T-Zellen und in geringerem Umfang auch für Neutrophile. CCL23 wird in der Lunge und in der Leber sowie in geringerem Umfang im Knochenmark und in der Plazenta gebildet. Es wird durch Interleukin-4 induziert.